# Asociación de Música Country
La Asociación de Música Country (Country Music Association (CMA)) es una institución estadounidense fundada en Nashville, Tennessee en 1958. Originalmente estuvo compuesta por 233 miembros y fue la primera organización formada para la promoción y el desarrollo de la música country alrededor del mundo. La asociación celebra una gala anual televisada en la que se otorgan los Premios de la Asociación de Música Country. Suele tener lugar entre los meses de octubre y noviembre.

## Historia
Inicialmente, la Junta Directiva de CMA incluía nueve directores y cinco funcionarios. Wesley Rose , presidente de Acuff-Rose Publishing, Inc. , fue el primer presidente de la junta directiva de CMA. La empresaria y ejecutiva de radiodifusión Connie B. Gay fue la presidenta fundadora. Mac Wiseman se desempeñó como su primer secretario y también fue el último miembro inaugural superviviente de la CMA. La CMA se fundó, en parte, debido a la consternación generalizada en Music Row por el auge del rock and roll y su influencia en la música country.
Originalmente había nueve categorías de miembros individuales. Las 15 categorías actuales representan todas las facetas de la industria de la música. La membresía de CMA está compuesta por aquellas personas u organizaciones que están involucradas en la música country, directa y sustancialmente. 
Harry Stone fue el primer director ejecutivo de 1958 a 1960 antes de renunciar. Jo Walker-Meador , la primera empleada a tiempo completo de la CMA, reemplazó a Stone como directora ejecutiva en 1962 y se desempeñó hasta 1991.
La primera ceremonia de entrega de los CMA Awards ceremonytuvo lugar e Nashville en 1967. Sonny James y Bobbie Gentry fueron los presentadores de la gala, que no fue televisada. El primer ganado del premio al "Artista del Año" fue el cantante Eddy Arnold. El  "Mejor Vocalista del Año" fue Jack Greene y la "Mejor Vocalista del Año", Loretta Lynn.
En 1968, Roy Rogers y Dale Evans presentaron la gala, que tuvo lugar en el Ryman Auditorium de Nashville.  La ceremonia fue grabada y posteriormente televisada por la cadena NBC. La primera retransmisión en directo tuvo lugar en 1969.
Los premios se dividen en doce categorías: Artista del Año, Vocalista masculino, Vocalista femenino, Artista Nobel del Año (Horizon Award), Groupo Vocal, Dúo Vocal, Mejor Sencillo, Mejor Álbum, Mejor Canción, Mejor Evento musical, Mejor Video musical y Mejor Músico.
También se otorga un premio a la difusión musical, el "CMA Broadcast Award", al emisoras de radio especializadas en música country.
Para el 50 aniversario de los premios, MCA Nashville publicó una canción titulada "Forever Country".